# Frederik Olaf August Woxen
Frederik Olaf August Woxen, född 7 december 1854 i Kristiania, död där 8 augusti 1925, var en norsk jurist.
Woxen blev cand.jur. 1876 och anställdes efter studier i utlandet i norska Justitiedepartementet 1880. Han avancerade 1885 till byråchef i det nyinrättade Lagkontoret, och 1889 utnämndes han till expeditionschef för fängelseväsendet i Norge, vilket han ledde intill 2 februari 1925, då han pensionerades. I denna befattning, som ledamot av strafflagkommissionen (från 1893) och ordförande i 1905 års tvångsarbetskommission utövade han ett väsentligt inflytande på en rad reformer. Efter att den norska kriminalistföreningen bildats 1892, var han ledamot av dess styrelse. År 1889 inträdde han som Norges representant i Internationella penitentiära kommissionen och var från 1897 ledamot av kommissionens byrå. Han representerade Norge på alla fängelsekongresser 1890-1910 och på kongressen om hjälp till frigivna fångar m.m. i Antwerpen 1890. Han utgav fängelselagsamlingen och andra officiella publikationer. Från 1898 var han under en följd av år medredaktör för "Departementstidende".